# Ribeirão Timotinho
O ribeirão Timotinho é um curso de água que nasce e deságua no município de Timóteo, no interior do estado de Minas Gerais, Brasil. Sua nascente se encontra nas proximidades da serra da Baratinha, percorrendo cerca de 20 quilômetros até sua foz no rio Piracicaba. Sua sub-bacia, portadora de 43 nascentes, conta com aproximadamente 39 km² e abrange a maior parte do perímetro urbano municipal.
Os primeiros loteamentos do atual município de Timóteo estavam situados às margens dos cursos hidrográficos, incluindo o Timotinho, ao redor do qual se estabeleceu boa parte do perímetro urbano. A ocupação sem planejamento das áreas adjacentes, associada às características morfométricas, resultou na poluição e em uma tendência a enchentes durante eventos de cheias.